# Melanogrammus aeglefinus
L'eglefino (Melanogrammus aeglefinus), conosciuto anche come asinello, è un pesce d'acqua salata, appartenente alla famiglia dei Gadidae.

## Distribuzione e habitat
L'eglefino è diffuso nell'Atlantico settentrionale, lungo le coste canadesi, della Groenlandia, dell'Islanda, nonché lungo tutta la costa atlantica europea, dallo stretto di Gibilterra (molto raro così a sud) al Mare del Nord, arcipelago britannico compreso.
Abita le acque con la temperatura da 4 a 10 °C comprese tra 40 e 300 m di profondità, su fondali sassosi e sabbiosi. Di notte si trova lontano dal fondo, in acque libere.

## Descrizione
Molto simile al merluzzo ma con corpo più alto, occhi molto più grandi e testa più massiccia. Il barbiglio sul mento è piccolo. Le pinne dorsali sono tre mentre quelle anali due. La pinna caudale è ampia, con una piccola intaccatura centrale. La linea laterale è dritta e nera, ben visibile.
Il colore è argenteo e sfuma verso il beige o l'olivastro sul dorso. Una vistosa macchia nera rotonda all'altezza delle pinne pettorali lo rende facilmente riconoscibile.
Può raggiungere il metro di lunghezza, ma solitamente è più piccolo.

## Riproduzione
Tra febbraio e marzo in aree raggiunte con lunghe migrazioni. Pratica un corteggiamento lungo e complesso. Uova e larve sono pelagiche.

## Alimentazione
Si nutre di crostacei, vermi, Echinodermi e piccoli pesci.

## Pesca

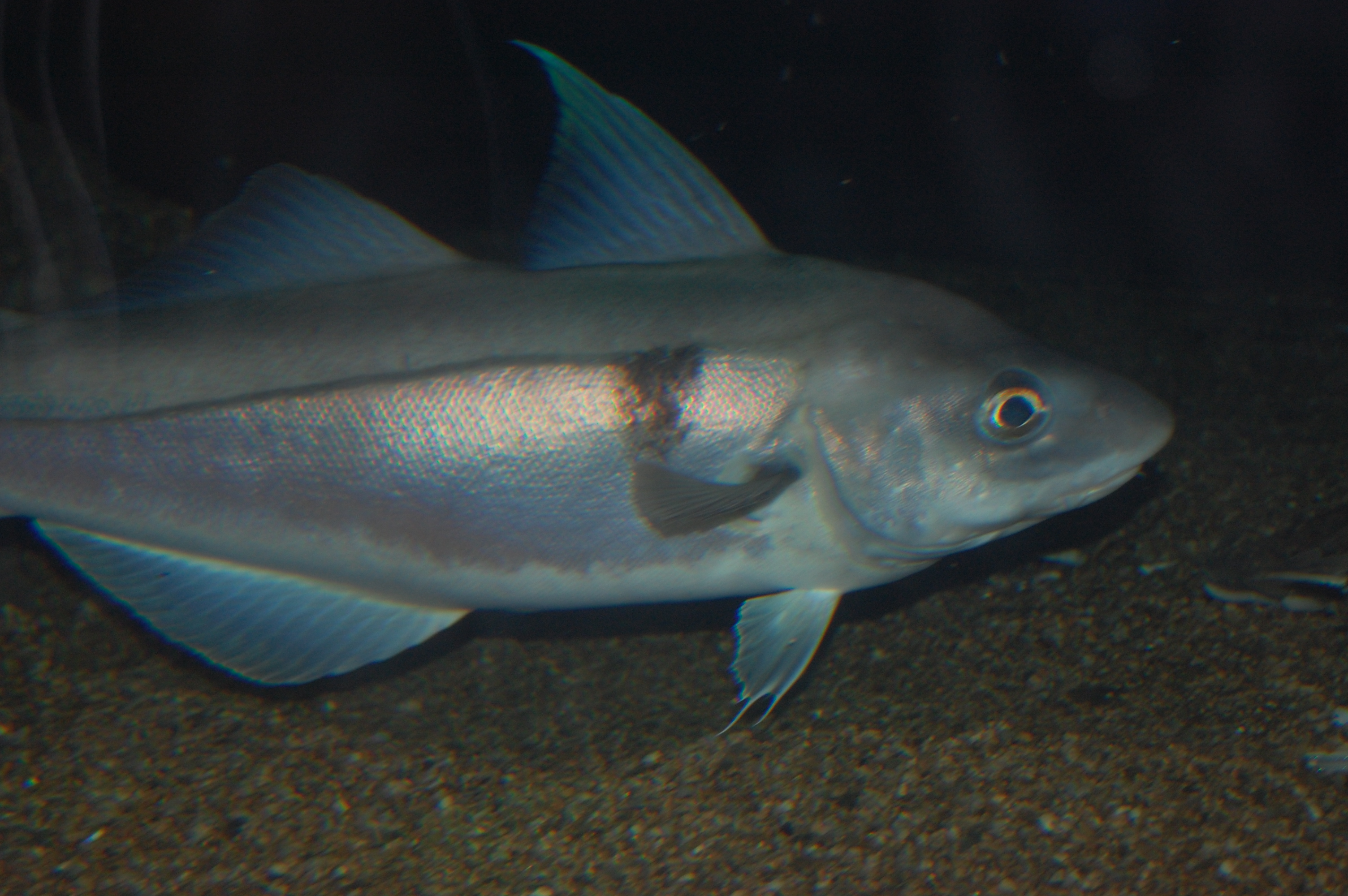
Esemplare fotografato in acquario

È pescato su larga scala, soprattutto nei mari del nord Europa. Si pesca con palamiti e reti a strascico e viene consumato fresco o salato. Le carni sono simili a quelle del merluzzo. Viene utilizzato anche per produrre farine di pesce per l'alimentazione animale. In anni recenti le riserve si sono considerevolmente assottigliate a causa della sovrapesca, e la specie ha perso molta della sua importanza.

## Cucina
Viene utilizzato per il piatto scozzese Cullen skink.